# Rhacophorus turpes
Espèce
Statut de conservation UICN

 DD  : Données insuffisantes
Rhacophorus turpes est une espèce d'amphibiens de la famille des Rhacophoridae.

## Répartition
Cette espèce, initialement décrite dans le nord de la Birmanie, n'a pas été de nouveau enregistrée depuis sa découverte dans les années 1937-39,.

## Publication originale
- Smith, 1940 : The Amphibians and Reptiles obtained by Mr. Ronald Kaulback in Upper Burma. Records of the Indian Museum, vol. 42, p. 465-486 (« texte intégral »(Archive.org • Wikiwix • Archive.is • Google • Que faire ?)).